# Pontiac Solstice
El Pontiac Solstice es un automóvil deportivo estadounidense, producido por Pontiac, una división de General Motors. Se presentó en el Salón del Automóvil Internacional de Norteamérica del 2004, comenzando la producción en cadena en Wilmington (Delaware) a partir de mediados de 2005 para el modelo del año 2006.

## Características

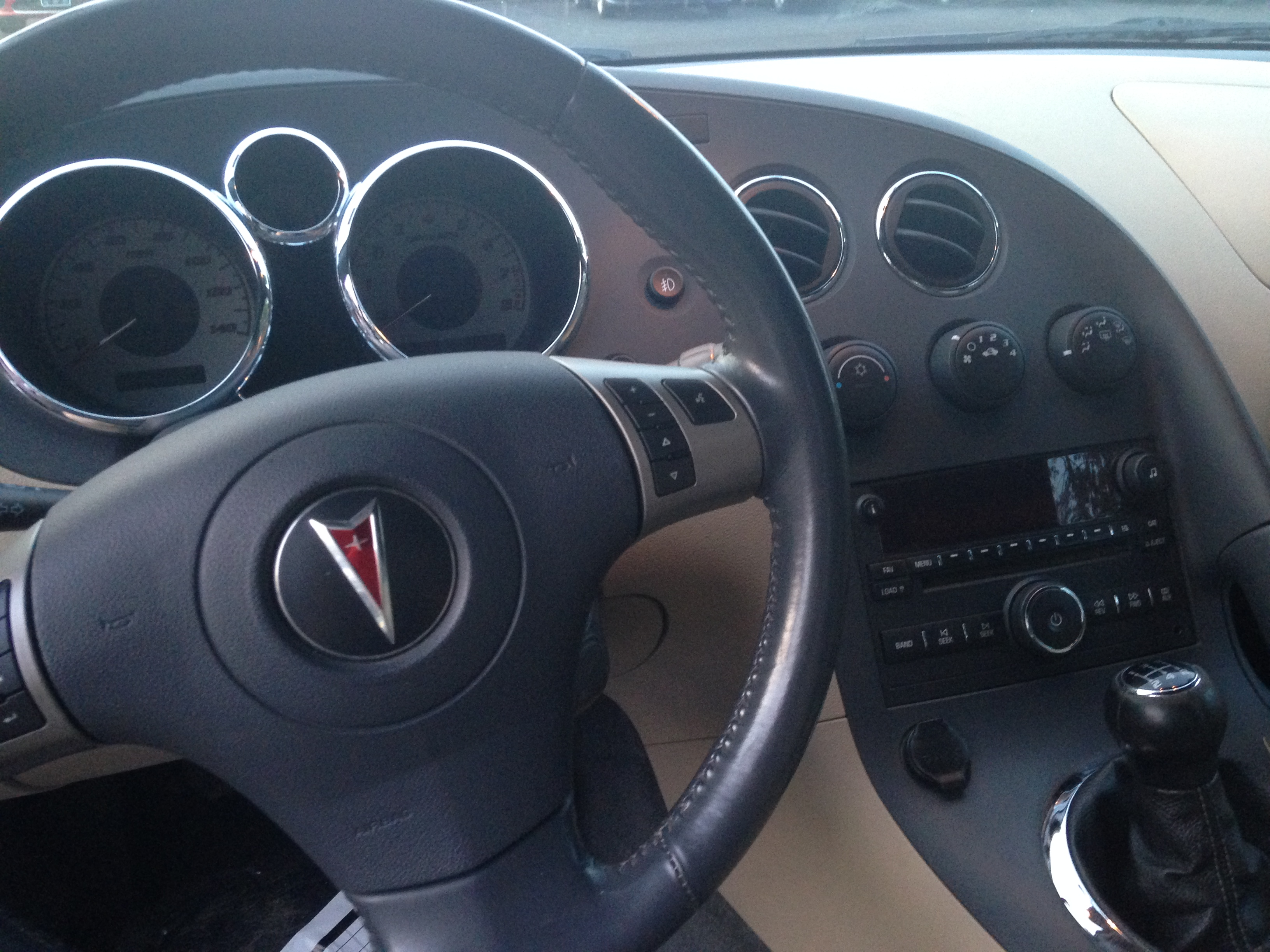
Interior de un Pontiac Solstice del 2006

El Pontiac Solstice está propulsado por un motor de cuatro cilindros en línea y de 2.4 L de aspiración natural, que produce 177 HP (179 CV) y 166 lb·pie (225 N·m) de par.
Su estilo exterior es similar al del prototipo Solstice presentado en 2002. La producción del Solstice debía estar en marcha antes del verano de 2005, pero los retrasos en la factoría de Wilmington provocaron que la producción se iniciara con regularidad en el cuarto trimestre del año.
El nuevo modelo de techo rígido (techo targa) de 2009 se anunció a mediados de 2008. El Solstice utiliza la plataforma GM Kappa, que también es la base del Saturn Sky, Opel GT y Daewoo G2X. Fue el primer biplaza de la marca desde que el Pontiac Fiero dejó de producirse en 1988.
El Solstice fue nominado para el premio Coche del Año en Norteamérica y para el premio Diseño del año de la Asociación de Periodistas de Automóviles de Canadá (AJAC) en 2006. Fue un gran éxito para Pontiac, con 7000 pedidos en los primeros 10 días de disponibilidad y 6000 pedidos más antes del invierno. Aunque la producción del primer año se planeó en 7000 unidades, GM se disculpó con los clientes por los retrasos y el aumento de producción, entregando 10 000 ejemplares el 1 de marzo.
Tras la recesión económica de 2008, GM suspendió la división Pontiac. La producción terminó con el cierre de la planta de Wilmington en julio de 2009.

## Datos técnicos
- Deportivo 2 puertas
- Tara: 400 kg
- Masa Máxima: 1547 kg
- Altura total: 1272 mm
- Anchura total: 1811 mm
- Vía anterior/posterior: 1543/1561 mm
- Longitud total: 3993 mm
- Distancia entre ejes: 2416 mm
- Motor:

GMC Ecotec 2.4L (2384 cm³), 4 cil. en línea - 177 CV (128 kW)
GMC Ecotec 2.0L (1998 cm³), 4 cil. en línea con Turbocompresor - 260 CV (193.88 kW)

## Apariciones en películas
Este modelo fue utilizado en la película de Michael Bay Transformers de 2007, en la que ejecutó el papel del Autobot Jazz. Con ello ganó más popularidad hasta que GM tomó la decisión de cerrar la empresa.